# جون نيكلسون (لاعب كريكت)
جون نيكلسون (1903 - 1950)  (بالإنجليزية: John Nicholson)‏ هو لاعب كريكت بريطاني (وحمل سابقاً جنسية المملكة المتحدة لبريطانيا العظمى وأيرلندا).